# Klostret Geras

Klostret Geras är ett premonstratenserkloster i staden Geras i det österrikiska förbundslandet Niederösterreich.

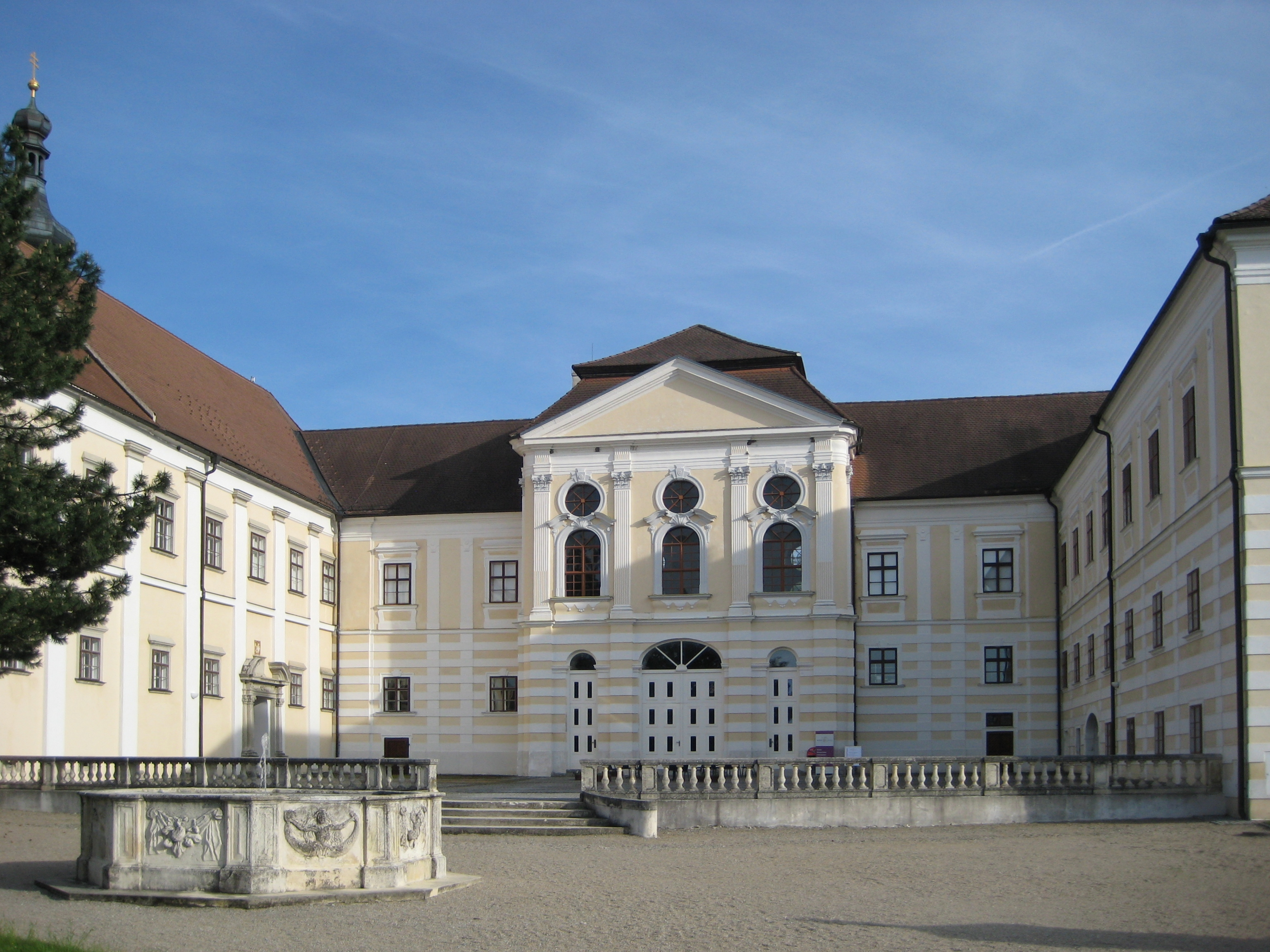
Klostergården

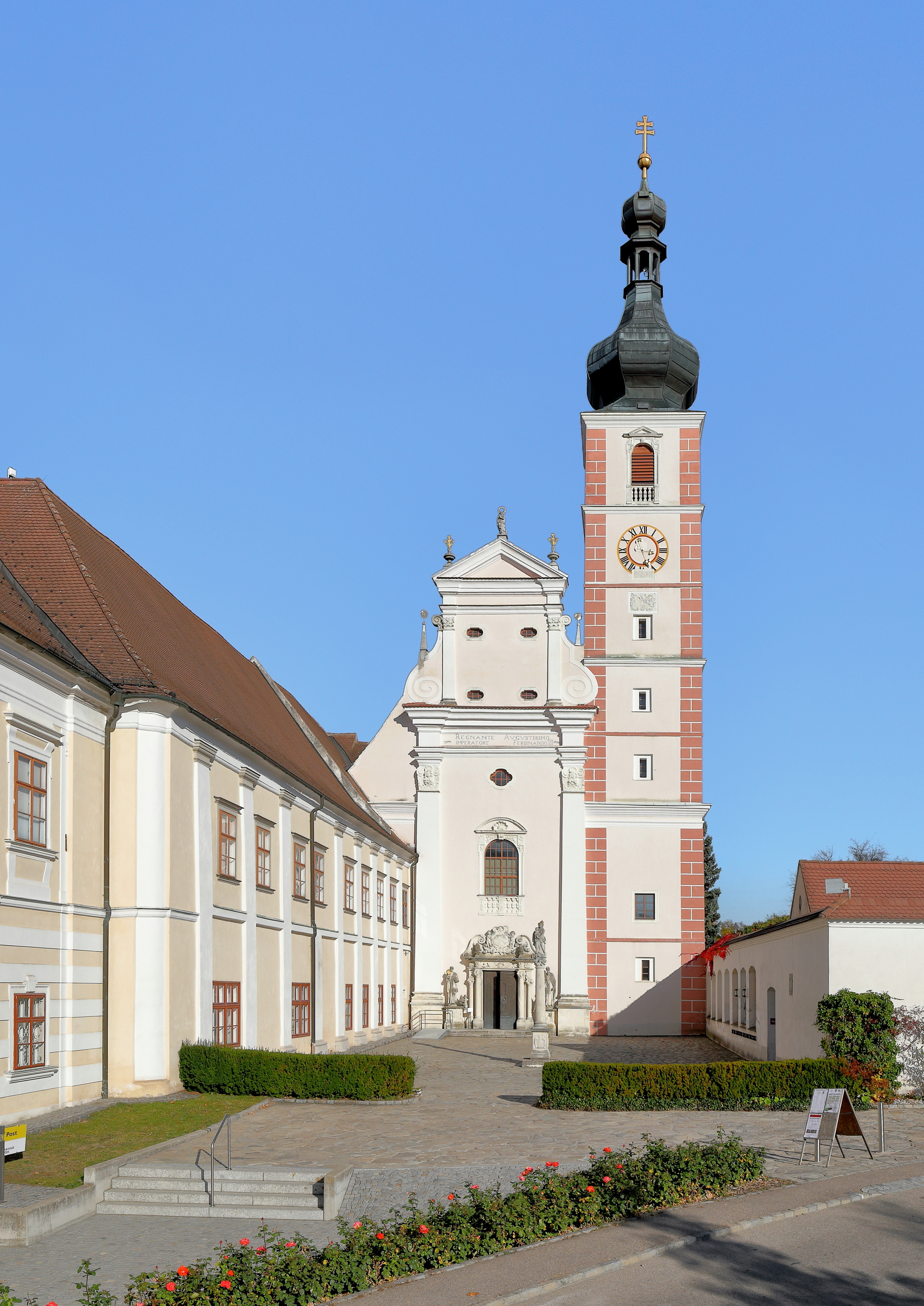
Kyrkan

## Historia
Klostret Geras grundades 1153 av Ulrich II av Pernegg och försågs med stora markegendomar. Tillsammans med nunneklostret Pernegg tio kilometer bort bildade Geras ett dubbelkloster. Men under kriget mellan Ottokar II Přemysl och Rudolf av Habsburg plundrades och förstördes klostret 1278. Därefter var klostret ganska fattig. Mellan 1419 och 1436 drog hussiterna flera gånger genom Geras och 1486 ockuperade ungerska trupper orten. Därtill kom oredan under reformationen under 1500-talet och slutligen plundrades och brandskattades staden och klostret av kejserliga och svenska trupper under trettioåriga kriget. 
Fortfarande under kriget började abbot Johannes Westhaus som betraktas även som andra grundare med återuppbyggnaden. Den till sin kärna romanska kyrkan byggdes om i barock stil och man började med nybyggnad på klosterbyggnaden. I början på 1700-talet brann klosterkyrkan. Till renoveringen hämtades arkitekten Joseph Munggenast och freskomålaren Paul Troger. Kyrkan renoverades och klosterbyggnaderna byggdes ut och till. Under den tiden inföll även klostrets blomstringstid som slutade med kejsar Josef II omfattande klosterreform. Nunneklostret Pernegg stängdes. Klostret förlorade även sin stora markegendomer 1848.
Under nazitiden exproprierades klostret av nazisterna. 

## Byggnader
Klosterkyrkan är ursprungligen romansk men byggdes om i barock stil. Kyrkan renoverades mellan 1990 och 1994. Klosterbyggnaderna som uppfördes på 1600- och 1700-talen är i högbarock. Särskilt intressanta är flygelbyggnaderna av Joseph Munggenast med porthallen, festtrappan och sommarrefektoriet, vars praktfulla freskomålning är av Paul Troger. Även biblioteket med fresker från början på 1800-talet är sevärt.

## Konventet
Konventet har idag ett tjugotal medlemmar under ledning av abbot Michael Karl Proházka. Klostret är ansvarigt för 21 pastorat. I det före detta klostret Pernegg bedriver klostret ett seminariecentrum.
Klostret kan besiktigas inom ramen för guidningar. Där visas även flera utställningar.